# Поломське сільське поселення (Білохолуницький район)
Поло́мське сільське поселення (рос. Поломское сельское поселение) — адміністративна одиниця у складі Білохолуницького району Кіровської області Росії. Адміністративний центр поселення — село Полом.

## Історія
Станом на 2002 рік на території сучасного поселення існували такі адміністративні одиниці:
- Іванцевський сільський округ (село Іванцево, присілки Високово, Огнево)
- Поломський сільський округ (село Полом, присілки Кормилята, Леушинці, Мезень)

Поселення були утворені згідно із законом Кіровської області від 7 грудня 2004 року № 284-ЗО у рамках муніципальної реформи шляхом перетворення та об'єднання Іванцевського та Поломського сільських округів.

## Населення
Населення поселення становить 858 осіб (2017; 893 у 2016, 922 у 2015, 964 у 2014, 1003 у 2013, 997 у 2012, 1062 у 2010, 1441 у 2002).

## Склад
До складу поселення входять 6 населених пунктів:
| Населений пункт     | Населення, осіб (2002) | Населення, осіб (2010) |
| ------------------- | ---------------------- | ---------------------- |
| Високово, присілок  | 1                      | 1                      |
| Іванцево, село      | 490                    | 270                    |
| Кормилята, присілок | 36                     | 12                     |
| Леушинці, присілок  | 75                     | 61                     |
| Мезень, присілок    | 28                     | 28                     |
| Огнево, присілок    | 0                      | -                      |
| Полом, село         | 811                    | 690                    |